# Kanton Limoges-9
Der Kanton Limoges-9 ist seit 2015 ein französischer Wahlkreis für die Wahl des Départementrats im Arrondissement Limoges, im Département Haute-Vienne und in der Region Nouvelle-Aquitaine; sein Bureau centralisateur befindet sich in Limoges.

## Gemeinden
Der Kanton besteht aus zwei Gemeinden und Gemeindeteilen mit insgesamt 16.730 Einwohnern (Stand: 1. Januar 2022) auf einer Gesamtfläche von 20,81 km²:
| Gemeinde         | Einwohner 1. Januar 2022 | Fläche km² | Dichte Einw./km² | Code INSEE | Postleitzahl        |
| ---------------- | ------------------------ | ---------- | ---------------- | ---------- | ------------------- |
| Isle             | 7.915                    | 20,18      | 392              | 87075      | 87170               |
| Limoges          | 8.815                    | 0,63       | 13.992           | 87085      | 87000, 87100, 87280 |
| Kanton Limoges-9 | 16.730                   | 20,81      | 804              | 8716       | –                   |

1. ↑   Nur der südwestliche Teil der Gemeinde, der Rest verteilt sich auf die Kantone Limoges-1, Limoges-2, Limoges-3, Limoges-4, Limoges-5, Limoges-6 Limoges-7 und Limoges-8.